# Jadbaataryn Mönjbaatar
Jadbaataryn Mönjbaatar (12 de octubre de 1981) es un deportista mongol que compitió en judo. Ganó una medalla de bronce en los Juegos Asiáticos de 2010 en la categoría abierta.

## Palmarés internacional
| Juegos Asiáticos | Juegos Asiáticos | Juegos Asiáticos  | Juegos Asiáticos |
| Año              | Lugar            | Medalla           | Categoría        |
| ---------------- | ---------------- | ----------------- | ---------------- |
| 2010             | Cantón (China)   | Medalla de bronce | Abierta          |